# Феррейра, Алдемир
Алдеми́р дос Са́нтос Ферре́йра (порт.-браз. Aldemir dos Santos Ferreira); родился 31 декабря 1998 года, Дорадус, Бразилия) — бразильский футболист, нападающий клуба «Сан-Паулу».

## Клубная карьера
Феррейра — воспитанник клуба «Гремио». С 2016 по 2019 год для получения игровой практики Алдмир на правах аренды выступал за клубы низших дивизионов «Сан-Луис», «Толедо», «Сианорти» и «Аймор». Феррейра вернулся в «Гремио». 29 сентября в матче против «Флуминенсе» он дебютировал в бразильской Серии A. 5 декабря в поединке против «Крузейро» Алдемир забил свой первый гол за «Гремио». 4 декабря 2020 года в матче Кубка Либертадорес против парагвайского «Гуарани» он забил гол. В том же году Феррейра выиграл Лигу Гаушо. В 2021 году в поединках Южноамериканского кубка против аргентинского «Лануса» и венесуэльского «Арагуа» Алдмеир забил пять мячей.

## Достижения
«Палмейрас»
- Победитель Лиги Гаушу (2): 2020, 2021